# نامسواکی
نامسواکی (به لاتین: Namysłaki) یک روستا در لهستان است که در گمینا شروشویتسه واقع شده‌است.